# NGC 2992
NGC 2992 é uma galáxia espiral (Sa) localizada na direcção da constelação de Hydra. Possui uma declinação de -14° 19' 37" e uma ascensão recta de 9 horas, 45 minutos e 41,9 segundos.
A galáxia NGC 2992 foi descoberta em 8 de Fevereiro de 1785 por William Herschel.